# 三里坝站
三里坝站位于中华人民共和国四川省成都市双流区藏卫路南四段、宜城大道一段、宜城大街交叉口，是成都地铁3号线的地铁车站，于2018年12月26日开通。该站有两个人工售票点，分别位于A、D口的过道处以及B、C口的过道处。站台在地下二层，站厅在地下一层。

## 车站结构

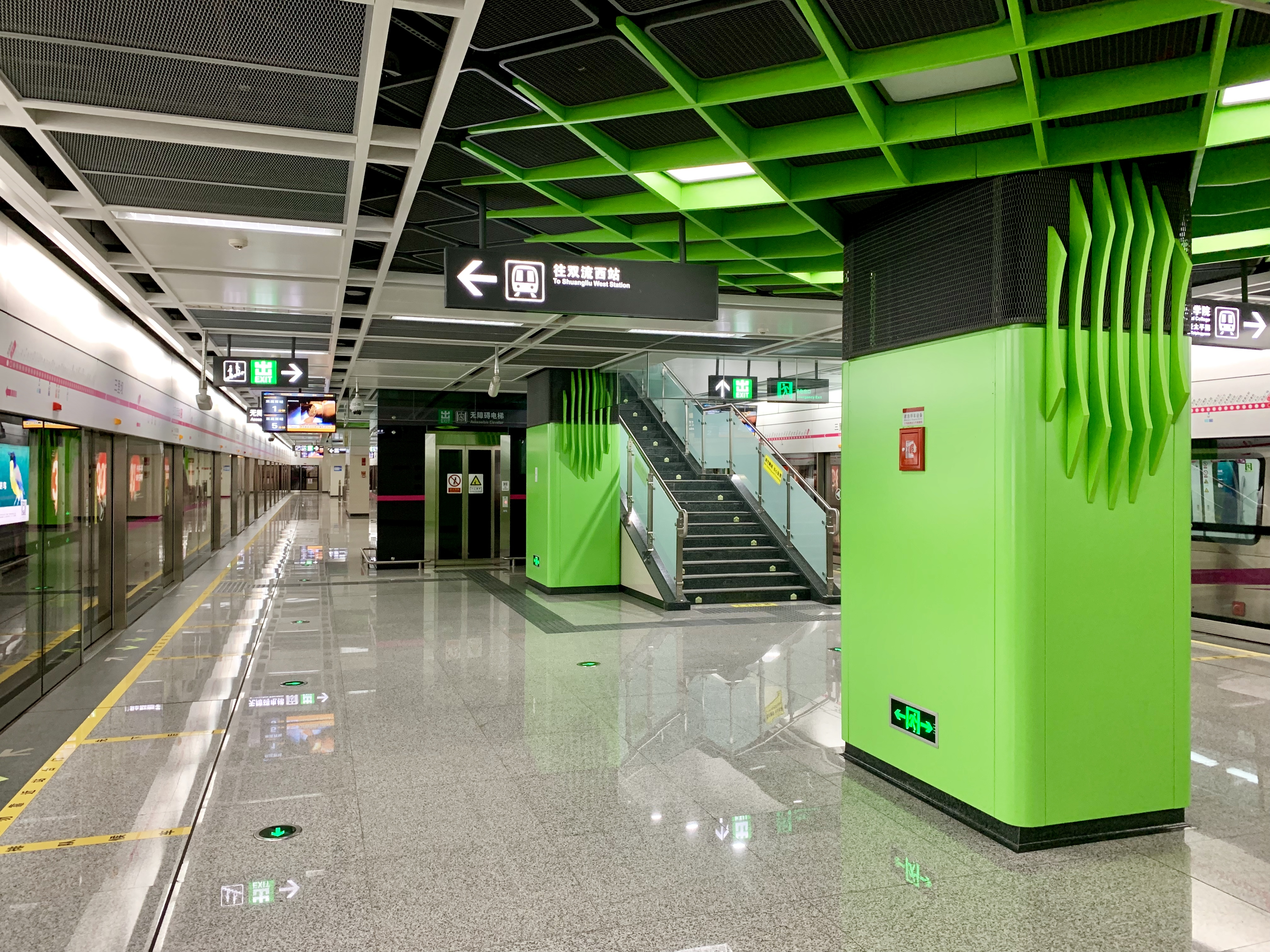
站台层
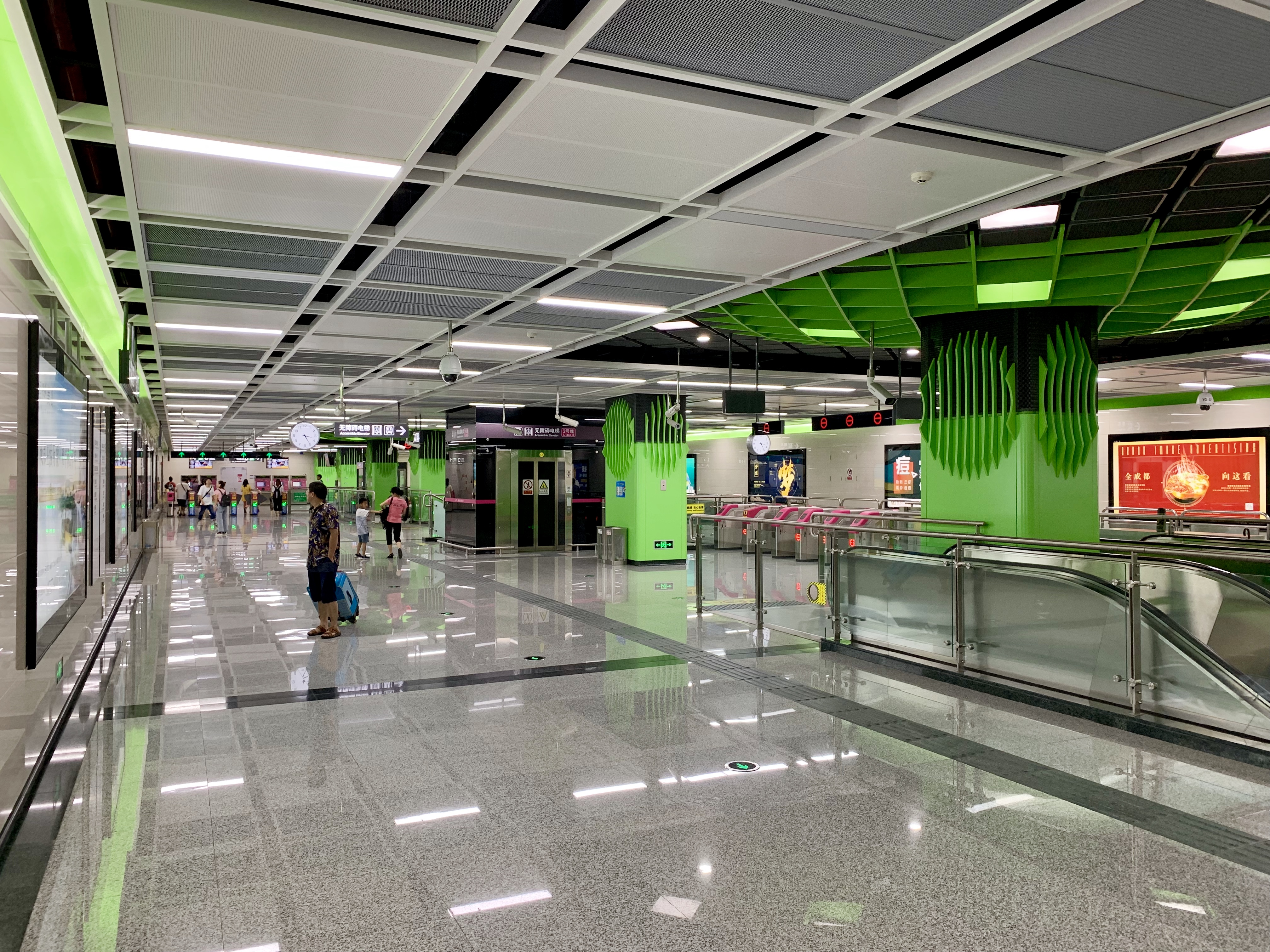
站厅层

三里坝站是一个地下岛式月台车站。
| 地面              | 0    | 出口 |
| 地下一层          | 站厅 | 自助购票 客服中心                                                                                             |
| 地下二层          | 站台 | \| \| \| 3号线往成都医学院（双流广场） \| \| 島式 · 開左邊车门 \| \| \| \| \| \| 3号线往双流西站（终点站） \| |
|                   |      | 3号线往成都医学院（双流广场）                                                                                 |
| 島式 · 開左邊车门 |      | |
|                   |      | 3号线往双流西站（终点站）                                                                                     |

- 站台层
- 站厅层

## 内装与公共艺术
本站是3号线二三期5座艺术站之一。
本站毗邻四川双流国家羽毛球训练基地，整体以绿色为主基调，融入羽毛球拍和球网元素，在立柱上布置有球拍型装饰，而在天花板则借鉴了羽毛球网造型，体现了双流区体育事业的长足发展和充沛动力。除此之外，本站也延续了3号线双流区站点茶马古道的主题。

## 出入口
本站目前开放4个出入口。
|          |              |                    |      |
| 编号     | 设施         | 指示               | 照片 |
|          | 无障碍电梯   | 藏卫路南二、三段间 |      |
| 出口 · B |              | 藏卫路南二、三段间 |      |
| 出口 · C |              | 藏卫路南二、三段间 |      |
| 出口 · D | 无障碍卫生间 | 藏卫路南二、三段间 |      |

## 接驳交通

### 公交
- 地铁三里坝站：S01、812路[5]